# Tatay Sándor (író)
Tatay Sándor (Bakonytamási, 1910. május 6. – Budapest, 1991. december 2.) Kossuth-díjas és József Attila-díjas magyar író.

## Életút
Tatay Sándor 1910-ben született egy kis dunántúli faluban, Bakonytamásiban Tatay Lajos és Varga Teréz gyermekeként.
Apja evangélikus lelkész volt. Gyermekéveit hat testvérével (Róza, Vilma, Gizella, Etelka, Lajos és Tibor) együtt szülőfalujában töltötte el. Gimnáziumi éveit már Tatán, Pápán és Szarvason töltötte el. Ezután a soproni evangélikus hittudományi karra iratkozott be, de pár év után tanulmányait a Pécsi Tudományegyetem bölcsészkarának magyar–német szakán folytatta. Ifjúkorában bejárta Európa híres városait. Csavargásaiból hazatérve többféle munkát is vállalt.
Az 1930-as évektől jelentek meg írásai például a pécsi Sorsunkban, 1944-től Badacsonyban élt. Az írást 1954-től tekintette fő hivatásának. Az egyik legismertebb könyve a Kinizsi Pál című regény volt, amellyel már elismert író lett.
Művei Badacsonyban születtek, de minden télen a fővárosba költözött vissza. Kilenc nyelvre fordították műveit: németre, oroszra, csehre, eszperantóra, lengyelre, litvánra, grúzra, kirgizre és ukránra.
1991-ben halt meg Budapesten.
Felesége Takács Mária – a badacsonytördemici Rodostó turistaház gondnoka – volt, egy lányuk született, Ágota (1947), aki keramikus lett.

## Művei

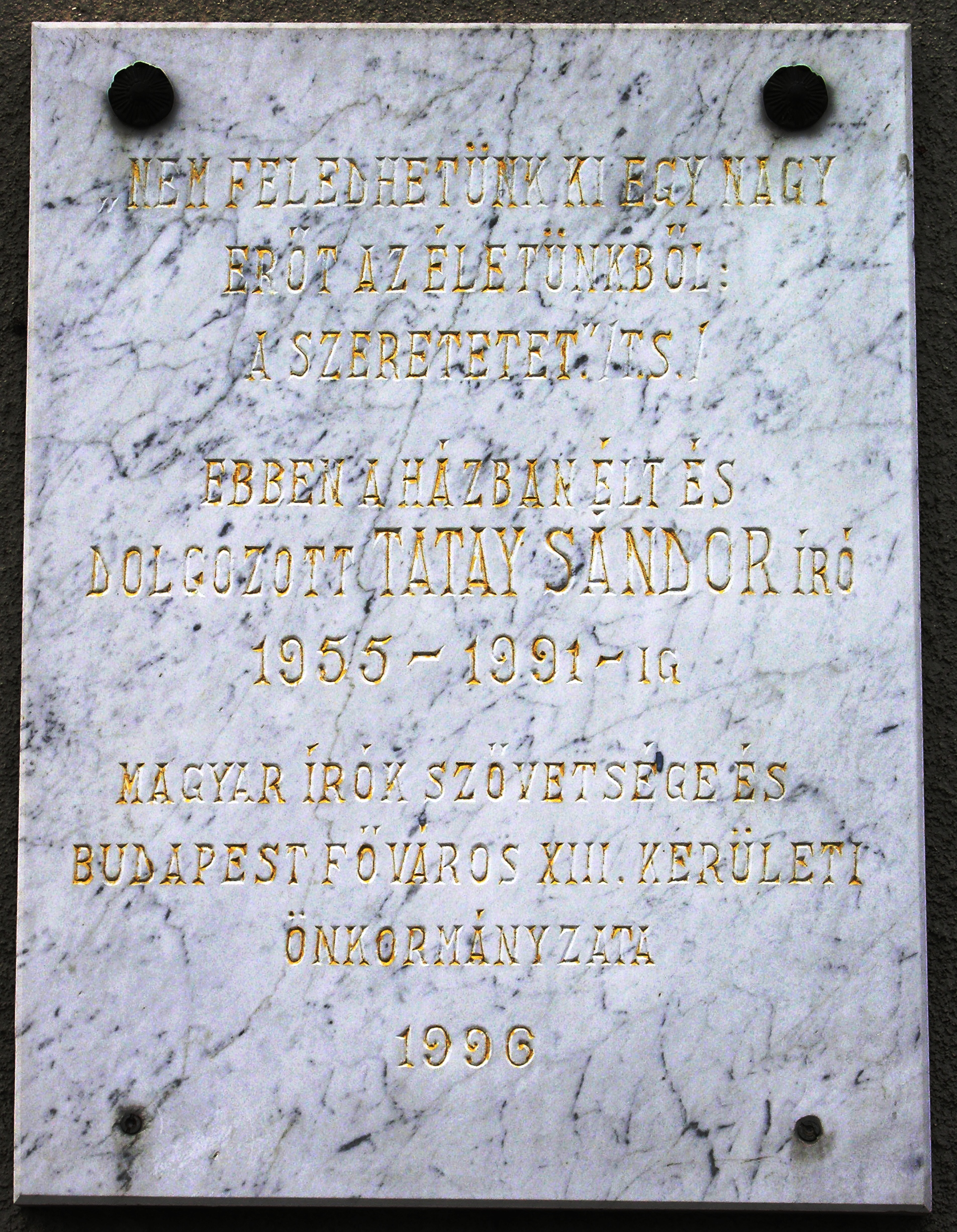
Emléktáblája Budapest XIII. kerületében

- Az eke. Regény; Tóth Ny., Sopron, 1931
- Jelek a porban. Elbeszélések; Magyar Élet, Bp., 1939
- Zápor; Franklin, Bp., 1941 (Új magyar regények)
- Csipke. Tíz elbeszélés; Bolyai Akadémia, Bp., 1942 (Bolyai könyvek)
- Húshagyókedd; Bolyai Akadémia, Bp., 1943 (Bolyai könyvek)
- Ludas Kata; Fabula, Bp., 1943 (Pepita regények)
- Ludas Kata és más elbeszélések; Stádium Ny., Bp., 1944 (Nemzeti könyvtár)
- Ének a szőlőhegyről. Válogatott elbeszélések; Dunántúli Magvető, Pécs, 1955
- Kinizsi Pál. Regény; Ifjúsági, Bp., 1955
- A második leány (regény, 1956)
- Vulkán. Kisregény; Magvető, Bp., 1958
- Üvegcsengő; Móra, Bp., 1960 (Kispajtások mesekönyve)
- Puskák és galambok (ifjúsági regény, 1960)
- Fehér hintó; Magvető, Bp., 1960
- Kelj fel és járj! (elbeszélés, 1961)
- Szülőföldem, a Bakony (útirajzok, emlékezések, 1967)
- Bujdosásunk története. Regény; Móra, Bp., 1967
- A táltos autó. Mesék, elbeszélések; Móra, Bp., 1968 (Kispajtások mesekönyve)
- A Simeon család, 1-3.; utószó Bata Imre; Szépirodalmi, Bp., 1968 (Magyar elbeszélők)
- Diszharmónia. Regény; Szépirodalmi, Bp., 1968
- A szerelem szőnyege. Regény; Szépirodalmi, Bp., 1970
- Eszter és a fajdkakas. Regény; Szépirodalmi, Bp., 1971
- Hej, asszonyok, asszonyok!; Szépirodalmi, Bp., 1972
- Meglepetéseim könyve; Móra, Bp., 1974
- Lődörgések kora. Regény; Szépirodalmi, Bp., 1977
- Lyuk a tetőn. Regény; Szépirodalmi, Bp., 1980
- Hét szűk évtized, 1-2.; Szépirodalmi, Bp., 1983
- Vulkán; Szépirodalmi, Bp., 1984
- Bakonyi krónika (elbeszélés, 1985)
- Palacsinta apróban; Magvető, Bp., 1986
- Fehér hintó; Szépirodalmi, Bp., 1986
- Zápor / Diszharmónia; Szépirodalmi, Bp., 1987
- A szezon vége; Magvető, Bp., 1992
- Ház a sziklák alatt; Nap, Bp., 2010 (Különleges könyvek)
- Bonifác; Koczor Hubáné, Balatonkenese, 2012
- A Kék Hegedű árnyékában. Tatay Sándor írásai szülőfalujáról; vál., szerk. Németh Tibor; Önkormányzat, Bakonytamási, 2011

### Simeon-család sorozat
- A Simeon-ház (regény, 1955)
- A második leány (regény, 1956)
- Kenyér és virág (regény, 1959)
- A nyugati Kapu (regény, 1962)
- Az ítélet napja (regény, 1964)

## Film
A Ház a sziklák alatt című 1958-as nagysikerű alkotás az ő novellája és forgatókönyve alapján készült, Makk Károly rendezésében.
A Puskák és galambok című regényéből 1961-ben Keleti Márton rendezésében fekete-fehér, magyar ifjúsági film készült.

## Emlékezete
- Székesfehérváron róla neveztek el egy alapítványi gimnáziumot, melynek tanulói büszkén tekintenek híres mondására, amit az iskola udvarán található szobor felirata őrzi: „Mestert szerettem volna, akiért érdemes jó tanítványnak lenni!”
- Badacsonylábdihegyen a településközpont egyik közterülete, a Római útból kiágazó Tatay Sándor utca őrzi az emlékét.